# Brownville (New York, város)
Brownville város az USA New York államában, Jefferson megyében. Lakosainak száma 5842 fő (2020. április 1.).

## Népesség
A település népességének változása:

| 2010 | 1 119 |
| 2020 | 5 842 |